# You Forgot It in People
You Forgot It in People è il secondo album discografico dei Broken Social Scene pubblicato dalla Ars & Craft. Acclamato dalla stampa musicale da ottimi giudizi, vinse una nomination ai Juno Awards, nella categoria "Miglior Album di Musica Alternativa". Alcune delle canzone non inserite nell'album, sono state inserite nel successivo b-sides, Bee Hives.

## Tracce
Tutte le canzoni sono scritte da Brendan Canning e Kevin Drew.
1. "Capture the Flag" – 2:08
2. "KC Accidental" – 3:50
3. "Stars and Sons" – 5:08
4. "Almost Crimes (Radio Kills Remix)" – 4:22
5. "Looks Just Like the Sun" – 4:23
6. "Pacific Theme" – 5:09
7. "Anthems for a Seventeen Year-Old Girl" – 4:35
8. "Cause = Time" – 5:30
9. "Late Nineties Bedroom Rock for the Missionaries" – 3:46
10. "Shampoo Suicide" – 4:05
11. "Lover's Spit" – 6:22
12. "I'm Still Your Fag" – 4:23
13. "Pitter Patter Goes My Heart" – 2:26